# Bataille de Saltes
La bataille de Saltes est une bataille navale livrée le 17 juillet 1381, au large de l'île de Saltes (pt), en Andalousie (Royaume de Castille), pendant la troisième guerre fernandine de 1381-1382,,.
Guerres fernandines

## Contexte
Après la mort de Pierre Ier de Castille, Ferdinand Ier de Portugal déclare la guerre à ce royaume pour convoiter le trône castillan. Cette série de conflits est connue sous le nom de « guerres fernandines ». En 1381, rompant le traité de Santarém (1373) qui a mis fin à la seconde guerre, Ferdinand Ier riposte contre la Castille, déclenchant ainsi la troisième guerre ferdinandine. Pour cela, il signe une alliance avec le jeune Richard II d'Angleterre. Jean de Gand, duc de Lancastre, qui revendique également le trône de Castille depuis 1371, et voyant dans cet accord un moyen de faire valoir sa cause, envoie environ 2 000 soldats anglais sous le commandement du comte de Cambridge à Lisbonne pour soutenir une incursion portugaise en territoire castillan.
Pour éviter que le contingent anglais ne soit intercepté en mer par la marine castillane, le monarque portugais planifie un blocus naval. À la mi-juillet 1381, une flotte portugaise sous le commandement de João Afonso Teles de Menezes, 6e comte de Barcelos, quitte Lisbonne en direction de l'embouchure du Guadalquivir pour empêcher le passage de la flotte castillane, ancrée à Séville,. Cependant, les navires des Portugais ne sont pas de grande qualité et João Afonso Teles de Menezes est un piètre amiral. Au même moment, la flotte de l'amiral Fernando Sánchez de Tovar quitte Séville pour se diriger vers les côtes portugaises. Le 17 juillet, naviguant dans des directions opposées, les deux flottes se rencontrent au large de l'Algarve,.

## La Bataille
Après avoir évalué la situation, l'amiral castillan Fernando Sánchez de Tovar estime la victoire très improbable dans les circonstances et ordonne à la flotte de virer de bord et de rentrer au port. Son homologue portugais, voyant là une occasion de devancer son rival, se lance à la poursuite de la flotte castillane. Fernando Sánchez de Tovar ordonne à ses hommes de ramer à vive allure, forçant ses poursuivants portugais à faire de même pour tenter de prendre le dessus. Leurs vitesses d'avancée différentes augmentent la distance entre les navires portugais, brisant leur formation.
Après environ deux heures, l'épuisement, la soif et la chaleur estivale ont raison des rameurs portugais, et nombre de leurs navires sont abandonnés. Huit d'entre eux, l'avant-garde de la flotte portugaise, attaquent la petite île de Saltés et détruisent les biens des pêcheurs des environs. Voyant que les Portugais sont tombés dans son piège, Fernando Sánchez de Tovar lance ses navires contre l'ennemi en formation compacte et capture facilement les galères portugaises,. Le reste de la flotte portugaise approche, désorganisée, une par une et est capturée sans difficulté par les Castillans. Finalement, une seule des 23 galères portugaises échappe à la capture.

## Conséquences
L'amiral Fernando Sánchez de Tovar entre triomphalement avec ses 22 galères capturées dans le port de Séville, à la grande joie de ses habitants. Ce fait permet aux Anglais d'accoster à Lisbonne sans problème. Plus tard, les Anglais de Jean de Gand, 1er duc de Lancastre, disposent leurs navires pour affronter la flotte de Sánchez de Tovar. Cependant, sachant qu'il est rentré à Séville, les navires anglais retournent en Angleterre, laissant Lisbonne aux forces terrestres anglaises,.
La victoire éclatante de Don Fernando Sánchez de Tovar a des conséquences évidentes sur la Troisième guerre ferdinandine, en supprimant la capacité offensive navale du Portugal et en assurant la suprématie navale castillane dans l'océan Atlantique,,. Cette année-là, les Portugais ne peuvent pas construire de nouvelle flotte de guerre contre la Castille qui en profite pour exercer un contrôle effectif de la mer. La bataille met ainsi fin à la campagne navale portugaise de 1381 ,.
Les effets de la défaite portugaise se font également sentir l'année suivante, lorsque le Royaume de Portugal doit faire face, militairement plus faible que d'habitude, à une vigoureuse attaque maritime et terrestre de la Couronne de Castille. Les Castillans atteignent les portes de Lisbonne, forçant le roi de Portugal à signer la paix en août avec Jean Ier de Castille, par le traité d'Elvas.